# Feuerlein (Familie)

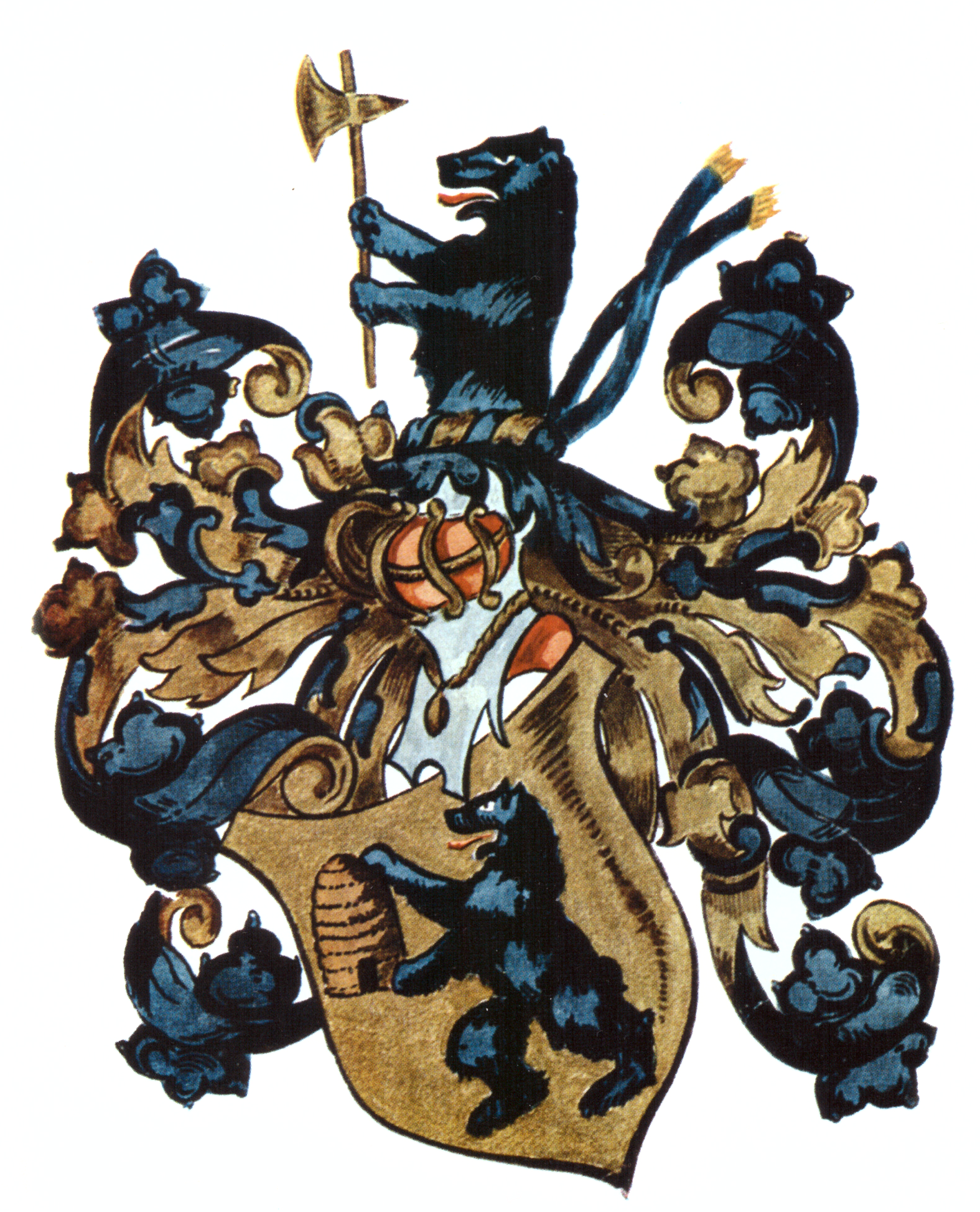
Wappen der Familie Feuerlein, auf Basis des Wappenbriefs für Hans Feyerlein, Bürgermeister von Roth, ausgestellt am 15. Juni 1551 im Namen des Kaisers Karl V.

Feuerlein bzw. ursprünglich  Feyerlein ist der Name eines fränkisch-württembergischen Geschlechts von bedeutenden Theologen, Gelehrten und hohen Beamten. Im 15. und 16. Jahrhundert lassen sich die ersten Namensträger Feyerlein als Bürger, Ratsherren und Bürgermeister der fränkischen Stadt Roth bei Nürnberg nachweisen. Deren Nachkommen traten seit dem 17. Jahrhundert insbesondere als evangelische Pfarrer, Prediger und Gelehrte in Nürnberg und im fränkischen Raum hervor. Im 18. Jahrhundert gelang der Aufstieg in die württembergische Ehrbarkeit.

## Geschichte

### Ursprung des Geschlechts

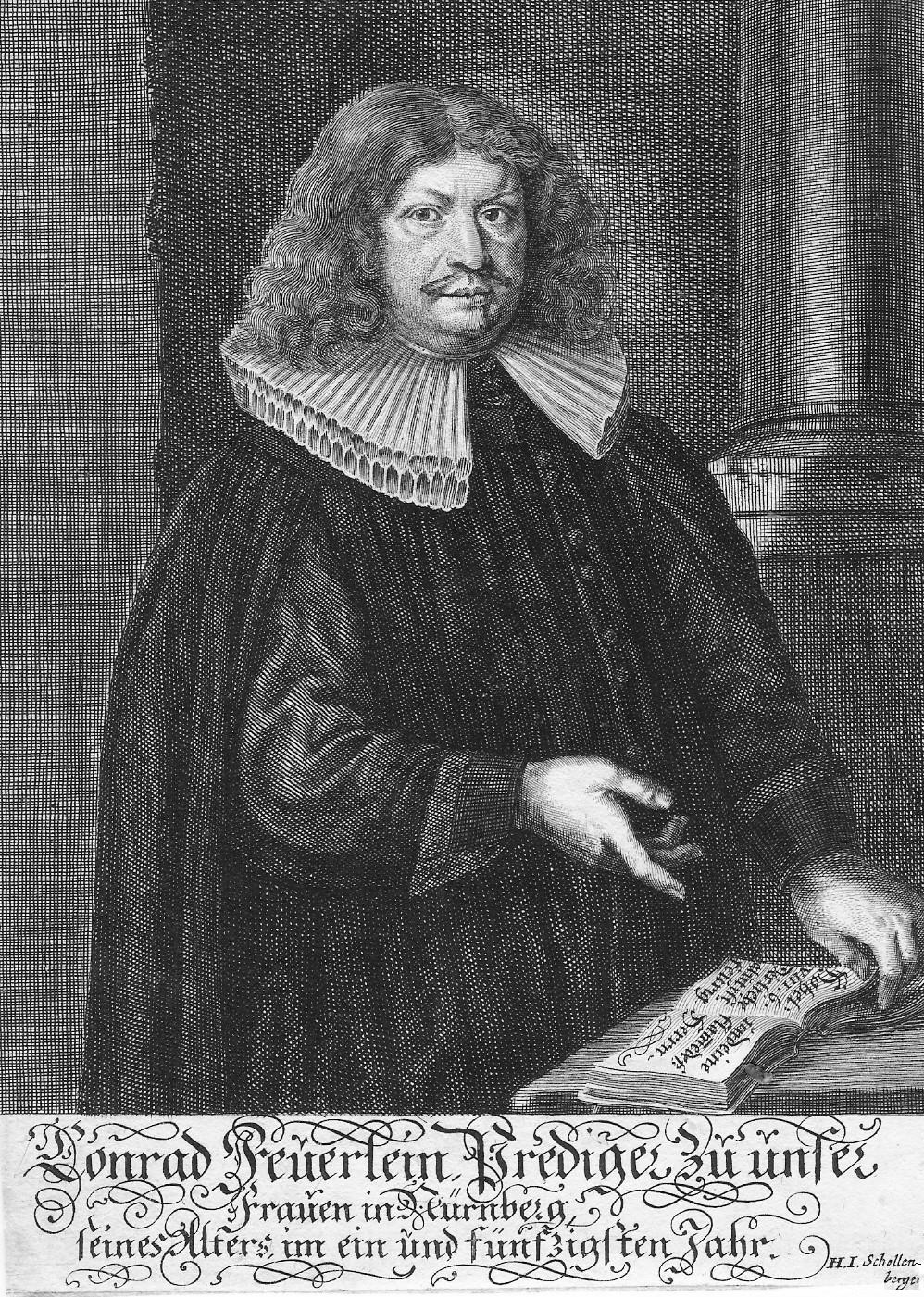
Porträt von Conrad Feuerlein, Prediger in Nürnberg. Kupferstich von H. I. Schollenberger aus dem Jahr 1680

Die Ursprünge der Familie Feuerlein liegen in der ehemals zur Burggrafschaft Nürnberg (bzw. seit dem 15. Jahrhundert zum Fürstentum Ansbach) gehörenden Stadt Roth, wo 1385 ein „Item“ Feyerle als Bauer und Gastwirt im Nürnberger Salbuch erstmals erwähnt wurde. Da sein Vorname nicht dabeistand, kann davon ausgegangen werden, dass es außer ihm zu jener Zeit in Roth keine weiteren Träger des Familiennamens Feyerle (später Feyerlein bzw. seit etwa 1650 Feuerlein) gab. Ob jener Feyerle aus Roth mit dem 1290 in Schwäbisch Hall genannten Manegoldus, dictus Fierlin, verwandt ist, konnte bisher nicht nachgewiesen werden. Seit dieser Nennung 1385 in Roth ließen sich über 500 Nachfahren ermitteln, die den Familiennamen in allerdings verschiedenen zeitüblich voneinander abweichenden Schreibweisen trugen. Darunter befinden sich namentlich 36 Pfarrer und Theologen, aber auch bedeutende Gelehrte, Erfinder, Apotheker, Beamte und Kaufleute. Der Wagner und Diakon Hans Feyerlein erwarb als Bürgermeister der Stadt Roth einen Wappenbrief, ausgestellt am 15. Juni 1551 im Namen von Kaiser Karl V., der seither in der Familie von Generation zu Generation weitergegeben wurde.

### Nürnberger Familie Feuerlein
Die Reihe einiger namhafter Gelehrter der Reichsstadt Nürnberg geht auf den Pfarrer Johann Feyerlein (* 1495; † 9. Okt. 1556 in Ansbach) zurück, der 1529 in Roth die Reformation einführte. Aus seiner Familie stammen viele Pfarrer der Nürnberger Kirchen St. Lorenz und St. Sebald. Johanns Enkel Hans Feyerlein (* 1576; † 1633) hatte Ursula Müller geheiratet, die Tochter eines Nürnberger Bürgers. In den Wirren des Dreißigjährigen Krieges flohen Hans und Ursula Feyerlein 1631 mit ihren Kindern von Ebermergen in die schützenden Mauern der Reichsstadt Nürnberg, wobei der Überlieferung nach während der Flucht eine persönliche Begegnung der Familie mit dem schwedischen König Gustav Adolf stattgefunden haben soll. Angeblich wünschte der König dem damals knapp zweijährigen Sohn Conrad Feuerlein auf seinem Weg nach Nürnberg alles Gute für das weitere Leben. Es ist einer weiteren Überlieferung zufolge auf diesen Konrad Feuerlein, also Johann Feyerleins Urenkel, zurückzuführen, dass die bisherige Schreibweise des Namens der Familie von Feyerlein in die heute gültige Form Feuerlein vorgenommen wurde, um mit dem Namen zukünftig weniger den Eindruck von „Feiern“ oder „Müßiggang“ zu erwecken, sondern ihn als kraftvoll wie das lodernde „Feuer“ erscheinen zu lassen. Conrad Feuerlein hat als persönliches Signet ein brennendes Herz mit drei obig angebrachten Rosen verwendet. Die wichtigsten Vertreter der Nürnberger Familie Feuerlein waren neben Conrad Feuerlein unter anderem dessen Söhne Johann Konrad Feuerlein (Theologe und Superintendent), Friedrich Feuerlein (Theologe) sowie Johann Jakob Feuerlein (Theologe) als auch Conrads Enkelsöhne Jakob Wilhelm Feuerlein (Professor der Theologie), Georg Christoph Feuerlein (Mediziner) und Conrad Friedrich Feuerlein (Theologe).

### Anfänge der Familie Feuerlein in Württemberg

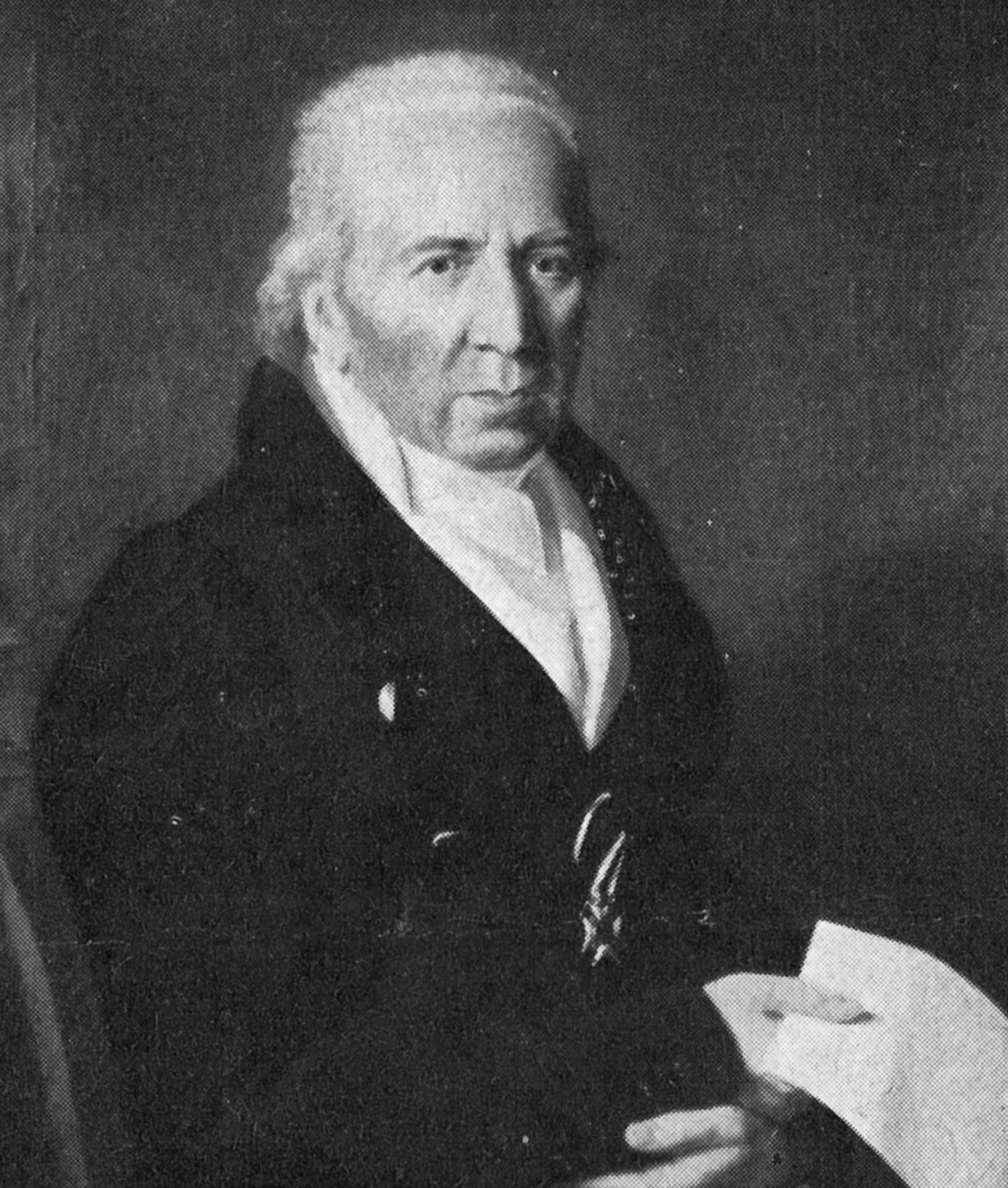
Rudolf Ferdinand von Feuerlein (1744–1821), Oberfinanzrat

Die Feuerlein in Württemberg stammen aus einem Zweig der Familie, welcher seinen Schwerpunkt im 16. und 17. Jahrhundert in und um die fränkische Reichsstadt Weißenburg am Sand hatte. Der in Weißenburg geborene Theologe Johann Feuerlein (* 1597; † 1684), der von 1637 bis 1673 der fünfte evangelische Pfarrer nach Einführung der Reformation in Emetzheim und Holzingen war, hatte unter mehreren Kindern einen Sohn mit Namen Theophilus Feuerlein (* 1636; † 1687). Dieser begann 1657 ein evangelisches Theologiestudium in Wittenberg und war ab 1665 Pfarrer in Burgsalach und danach seit 1675 Pfarrer in Dornhausen. Zwei der Söhne von Theophilus Feuerlein, Willibrod (* 1667; † 1730) und Willibald (* 1686; † 1777), begründeten jeweils Linien des Namens Feuerlein im Herzogtum Württemberg, wobei sich die Linie des jüngeren Willibald als diejenige mit der weitaus größeren Bedeutung für die Geschichte Württembergs herausstellen sollte.
Willibald Feuerlein (* 1686; † 1777) stand in der sechsten Generation seit der Verleihung des Familienwappens Feuerlein und war nach einem Militärdienst in der Armee des Kaisers zum Herzoglich Württembergischen Regierungsrat in Mömpelgard und Stuttgart berufen worden. Zu seiner Unterstützung bei der Ordnung der Verwaltung in der Grafschaft Württemberg-Mömpelgard holte er seinen Neffen Johann Christian Feuerlein (* 1705; † 1799) hinzu. Dieser war ein Sohn Willibrods (* 1667; † 1730) und wurde Herzoglich Württembergischer Regierungssekretär als auch Registrator für Mömpelgard und später Archivar in Stuttgart. Johann Christian Feuerleins Sohn Rudolf Ferdinand Feuerlein (* 1744; † 1821) war seit 1806 Königlich Württembergischer Oberfinanzrat und seit 1814 Ritter des Zivilverdienstordens, womit der persönliche Adel verbunden war. Rudolf Ferdinand von Feuerlein war zeitlebens unverheiratet geblieben, hatte aber von seinem Onkel Leopold Friedrich Perdrix aus Mömpelgard ein Vermögen geerbt, welches mündelsicher verwaltet worden war und ihm am 7. Oktober 1776 in Höhe von 3394 Livre ausbezahlt wurde. Durch Tüchtigkeit und Sparsamkeit wurde dieses Vermögen im Laufe seines Lebens noch vergrößert. In seinem Testament vom 27. November 1815 hat Rudolf Ferdinand von Feuerlein dann die Errichtung der Familienstiftung Feuerlein verfügt, die er den Nachkommen des Herzoglich Württembergischen Regierungsrats Carl Friedrich Feuerlein (* 1730; † 1808), einem Vetter seines Vaters, zugutekommen ließ. Diese Stiftung war mit 21.000 Gulden für Studierende, 6000 Gulden für Skribenten (Schreiber), Kaufleute und Apotheker, 1200 Gulden für Maler und Kupferstecher, 1200 Gulden für Professionisten (Handwerker) und 9600 Gulden für Witwen und Waisen, sowohl für die Familie als auch im Falle fehlender Inanspruchnahme für andere bedürftige Personen zur Unterstützung der Lebensführung gedacht. Die Verwaltung des Gesamtstiftungsvermögens in Höhe von 43.000 Gulden war von Anfang an privat organisiert.

### Die Familie des Regierungsrats Carl Friedrich Feuerlein

Jugendbildnis von Auguste Feuerlein geb. Fischer

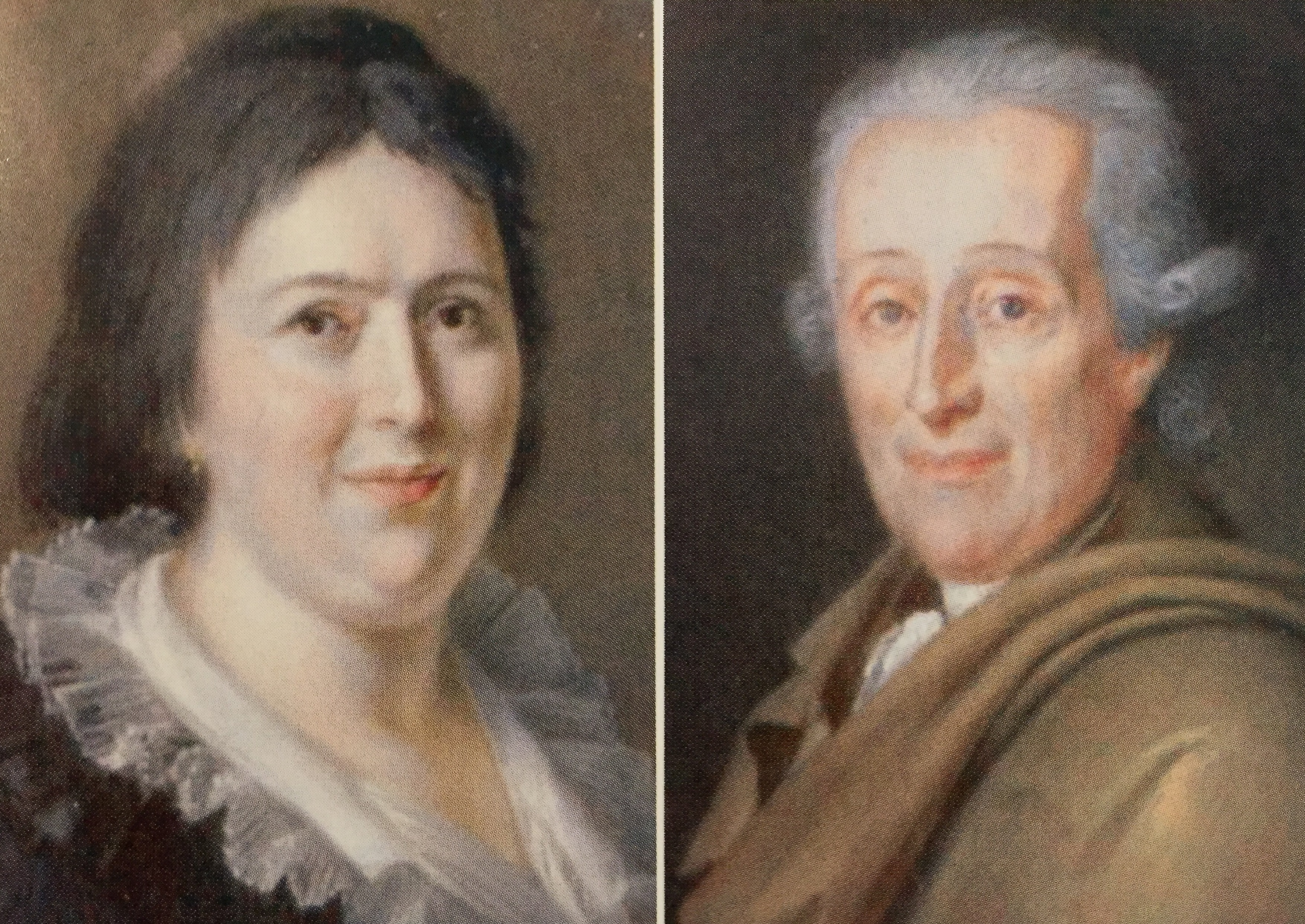
Der württembergische Regierungsrat Carl Friedrich Feuerlein und seine Frau Auguste Feuerlein geb. Fischer um das Jahr 1800

Der älteste Sohn des württembergischen Regierungsrats Willibald Feuerlein (* 1686; † 1777) hieß Carl Friedrich Feuerlein (* 1730; † 1808) und war ebenfalls Regierungsrat, dazu geheimer Kabinettssekretär und Kanzleiadvokat des Herzogs Carl Eugen von Württemberg. Er heiratete am 26. August 1766 in Stuttgart-Berg Auguste Fischer (* 1747; † 1823). Sie war offiziell die Tochter des herzoglich württembergischen Küchenmeisters Friedrich Johann Ernst Fischer (* 1695; † 1753) und der Magdalene Barbara Fischer geb. Castenbauer (* 1718; † 1786). Magdalene Barbara war die Tochter von Sigmund Castenbauer (* 1677; † 1736), Hofmusikus und „Instrumenten-Verwalter“ der Württembergischen Hofkapelle Stuttgart, und seiner Ehefrau Maria Barbara Scheiner (* 1683; † 1757). Da jedoch Auguste Feuerleins Bruder Reinhard Ferdinand Heinrich Fischer möglicherweise ein illegitimer Sohn des Herzogs Carl Eugen war, liegt der Schluss nahe, dass dies auch für sie selbst zutrifft. Die Vermutung wird dadurch untermauert, dass bei der evangelischen Taufe von Auguste Fischer der katholische Herzog mit seiner Mutter Maria Augusta und seiner Schwester Augusta persönlich als Pate anwesend war. Das Gesicht von Auguste Feuerlein in einem Jugendbildnis hat zudem erstaunliche Ähnlichkeit mit Porträts ihres mutmaßlichen natürlichen Vaters, Herzog Carl Eugen von Württemberg, in jungen Jahren. Der Herzog zeigte auch später zu den Kindern des Ehepaars Carl und Auguste Feuerlein seine Verbundenheit, indem er diese vermutlichen Enkelkinder zu sich ins Schloss Hohenheim einlud. Allerdings ist kein zeitgenössischer Beleg für die Vaterschaft Herzog Carl Eugens für Reinhard oder Auguste Fischer bekannt, so dass es sich hierbei lediglich um eine Vermutung handelt. 
Von den zwölf Kindern des Stammelternpaares leiten sich die elf entstandenen Stämme des späteren württembergischen Familienverbands Feuerlein ab.
Hatte eine der acht Feuerlein-Töchter geheiratet, dann erhielt der Stamm den Namen des angeheirateten Mannes. Hatte ein Feuerlein-Sohn geheiratet, dann bekam der Stamm seinen Namen. Durch die hohe Anzahl an Töchtern entstand eine enge Vernetzung mit renommierten Familien der württembergischen Ehrbarkeit.

### Der Familienverband des württembergischen Regierungsrats Carl F. Feuerlein

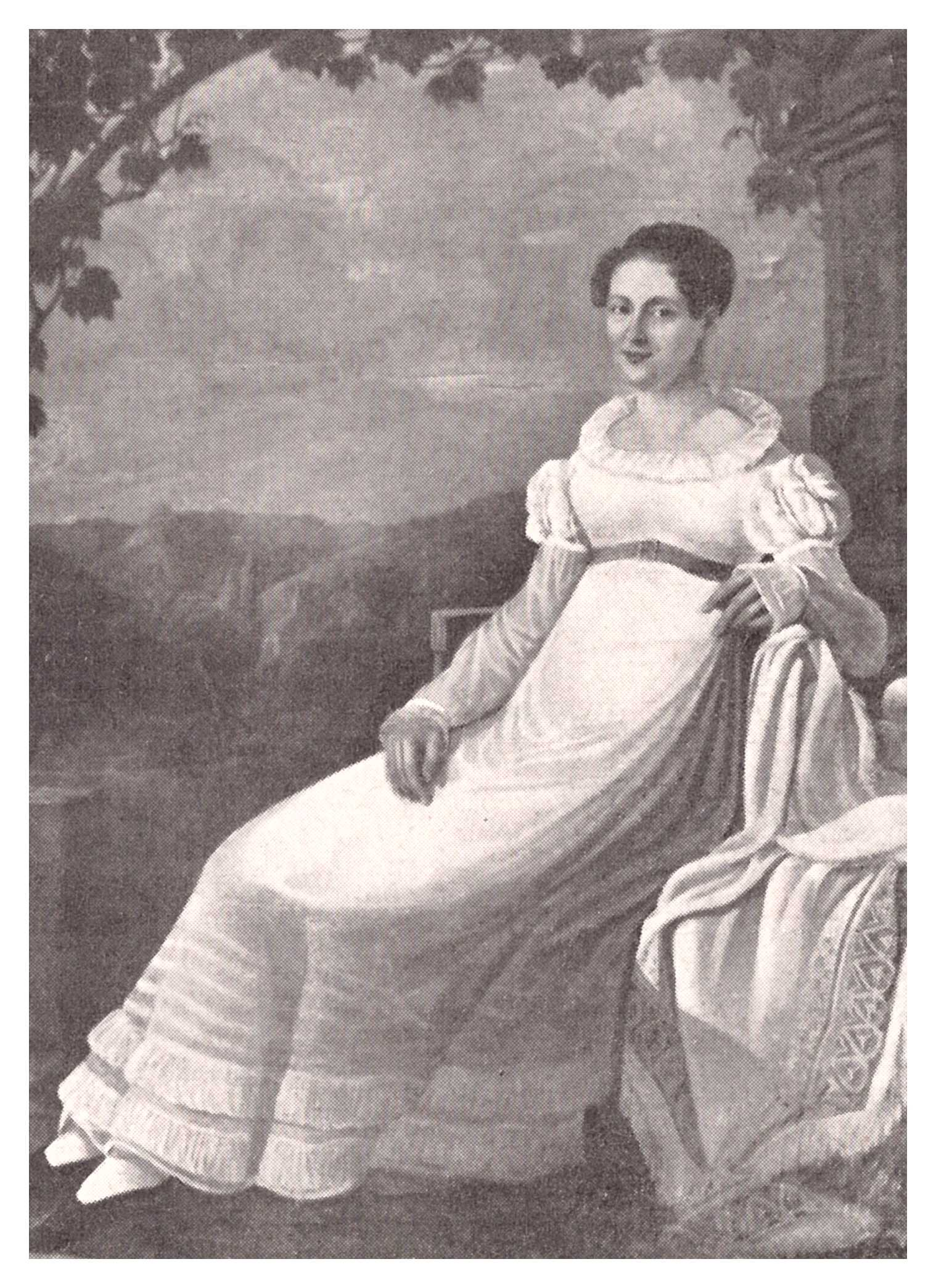
Carl F. Feuerleins Tochter Eleonore Pistorius führte ihr Haus als eine angesehene Adresse für Literaten und Künstler und ging als Seegassenkönigin in die Geschichte der Stadt Stuttgart ein

Aufgrund der Klärung einer Berechtigung für die Stiftung des Oberfinanzrats Rudolph Ferdinand von Feuerlein ist die Notwendigkeit zum Nachweis der Nachkommenschaft von Regierungsrat Carl Friedrich Feuerlein (* 1730; † 1808) entstanden. Waren es zu Beginn des 19. Jahrhunderts noch handschriftliche Stammtafeln oder Verzeichnisse, so wurden die Mitglieder der Familie alsbald in gedruckten Verzeichnissen und schließlich in Familienbüchern erfasst. Das Buch von 1933 wurde von Theodor Schimpf, das Buch von 1966 von Wilhelm Elben und die Ausgabe von 2007 von Andreas Abel herausgegeben. Seit 1929 wurden regelmäßige Familientage veranstaltet und am 29. Oktober 1933 ein Familienverband gegründet. Seit 1934 erscheinen Mitteilungshefte des Familienverbands. Die Hefte enthalten historische und aktuelle Aufsätze zur Familiengeschichte, Dokumentationen über Familientage sowie Familiennachrichten.

#### Kinder ohne Nachkommen
Carl Feuerlein (* 1770; † 1808), der erste Sohn des Regierungsrats Carl F. Feuerlein, war Kaufmann und Gründer der Firma Carl Feuerlein in Stuttgart, die mit dem blauen Farbstoff Indigo handelte. Der mit noch nicht ganz 38 Jahren verstorbene Carl Feuerlein blieb unverheiratet und hatte deshalb keinen eigenen Stamm gegründet.
Eleonore Feuerlein (* 1790; † 1870), das elfte Kind von Carl Friedrich und Auguste Feuerlein, hat nach dem Tod ihrer Schwester Emilie Feuerlein am 2. Februar 1819 deren Mann Ferdinand von Pistorius geheiratet. Mit Eleonore hatte Ferdinand von Pistorius keine Kinder mehr gezeugt, so dass sich aus dieser Ehe ebenfalls kein zusätzlicher Stamm ergab. Eleonore Pistorius geb. Feuerlein machte das Haus ihres Vaters Feuerlein und ihres Mannes Pistorius in der Stuttgarter Seegasse (heute Friedrichstraße 46) zu einer Pflegestätte von Kunst und Bildung in Stuttgart und ging als Seegassenkönigin in die Stuttgarter Stadtgeschichte ein. Das Haus der Seegassenkönigin war von ihrem Onkel, dem Hofarchitekten Reinhard Fischer, errichtet worden.

#### Stamm Auguste Heller (He)
Auguste Feuerlein (* 1768; † 1805) heiratete am 1. Oktober 1785 den Liebenzeller Oberamtmann Ernst Heller (* 1758; † 1818), deren fünf Kinder den Stamm Heller (He) bildeten. Drei Mitglieder dieses Stamms sind im Zweiten Weltkrieg gefallen. Im November 2006 zählte dieser Stamm 126 Nachfahren (191 Familienmitglieder insgesamt).

#### Stamm Sophie Elben (E)

Sophie Elben geborene Feuerlein, auf einer Fotografie eines Gemäldes aus dem Familienarchiv um 1800

Sophie Feuerlein (* 1772; † 1847) heiratet am 1. Oktober 1789 Christian Elben (* 1745; † 1829), Verleger und Schriftleiter des Schwäbischen Merkurs. Deren zehn Kinder bildeten den Stamm Elben (E). Acht Mitglieder dieses Stamms sind im Ersten Weltkrieg und 20 im Zweiten Weltkrieg gefallen oder zu Tode gekommen. Im November 2006 zählte dieser Stamm 1092 Nachfahren (1646 Familienmitglieder insgesamt).
 Hinweis auf bemerkenswerte Nachfahren im Stamm Sophie Elben (mit Angabe der Verwandtschaftsbeziehung zur Stammmutter Sophie Elben):
- Sohn Karl Elben (* 1790; † 1854) war Hauptschriftleiter und Verleger der Schwäbischen Chronik.[20]
- Sohn Emil Elben (* 1795; † 1873) war wie der Vater Redakteur des Schwäbischen Merkurs.[21]
- Tochter Julie Elben (* 1803; † 1872) heiratete den Theologen Karl von Cleß (* 1794; † 1874)[22]
- Enkel Otto Elben (* 1823; † 1899) war ein bedeutender württembergischer Journalist und Politiker, der sich als Fürsprecher des Baus der Eisenbahnlinie von Stuttgart nach Freudenstadt einen Namen machte.[20]
- Enkelin Mathilde Elben (* 1836; † 1910) heiratete 1860 den Pfarrer Ernst Gaab (* 1830; † 1902), dessen Vater der Oberbaurat Ludwig Friedrich Gaab (* 1800; † 1869) war.[23]
- Enkelin Emilie Elben (* 1826; † 1903) heiratete 1847 den Mediziner Otto Köstlin (* 1818; † 1884).[24]
- Enkel Gustav von Elben (* 1832; † 1912) war Staatsanwalt und Politiker.[23]
- Enkelin Sophie Cleß (* 1822; † 1888) heiratete 1844 den Chemiker Hermann Christian von Fehling (* 1811; † 1885).[22]
- Enkelin Clotilde Elben (* 1843; † 1899) heiratete 1868 den Theologen Theodor Schott (* 1835; † 1899).[25]
- Ur-Enkelin Hildegard Elben (* 1849; † 1914) heiratete den Fabrikanten und Dichter Emil Engelmann (* 1837; † 1900).[26]
- Ur-Enkel Karl Elben (* 1855; † 1914) war promovierter Jurist sowie Hauptschriftleiter und Verleger des Schwäbischen Merkurs.[27]
- Ur-Enkel Hermann Fehling (* 1847; † 1925) war Gynäkologe.[25]
- Ur-Ur-Enkelin Helene (Ljena) Rothermundt (* 1894; † 1977) heiratete 1914 den Architekten Adolf Abel (* 1882; † 1968).[28]
- Ur-Ur-Enkelin Elsbeth Engelmann (* 1871; † 1951) heiratete 1894 den Archäologen Gustav Sixt (* 1856; † 1904).[29]
- Ur-Ur-Ur-Enkel Wilhelm Emanuel Süskind (* 1901; † 1970) war Schriftsteller und Publizist.[29]
- Ur-Ur-Ur-Enkel Gerhart Nebinger (* 1911; † 1997) war Archivar und Genealoge.[30]
- Ur-Ur-Ur-Ur-Enkel Martin E. Süskind (* 1944; † 2009) war Journalist und Autor sowie 1975 bis 1979 Redenschreiber von Willy Brandt.[31]
- Ur-Ur-Ur-Ur-Enkel Patrick Süskind (* 1949) ist der Autor des Romans Das Parfum.[32]

#### Stamm Emilie Vischer (Vi)
Emilie Feuerlein (* 1776; † 1816) heiratete am 2. August 1795 Johann Martin Vischer (* 1751; † 1801), Kaufmann aus Calw, der sich dort das Palais Vischer hatte errichten lassen. Die drei Kinder dieser Ehe bildeten den Stamm Vischer (Vi). Fünf Mitglieder dieses Stamms sind im Ersten Weltkrieg und 11 im Zweiten Weltkrieg gefallen oder zu Tode gekommen. Im November 2006 zählte dieser Stamm 529 Nachfahren (799 Familienmitglieder insgesamt).
 Hinweis auf bemerkenswerte Nachfahren im Stamm Emilie Vischer (mit Angabe der Verwandtschaftsbeziehung zur Stammmutter Emilie Vischer):
- Tochter Emilie Vischer (* 1799; † 1881) heiratete 1820 den schwäbischen Dichter und Politiker Ludwig Uhland (*  1787; † 1862).[34]
- Tochter Luise Vischer (* 1796; † 1841) heiratete 1814 den späteren württembergischen Außenminister Karl von Roser (* 1787; † 1861).[33]
- Enkel Wilhelm Roser (* 1817; † 1888) war Chirurg.[35]
- Ur-Enkelin Elise Eisenlohr (* 1850; † 1934) heiratete 1871 den Geologen Carl Theodor Baur (* 1836; † 1911).[36]
- Ur-Enkelin Fanny Vischer-Conradi (* 1853; † 1939) heiratete Oberfinanzrat Eugen von Renner (* 1845; † 1919), Sohn des Finanzministers Andreas von Renner (* 1814; † 1898).[37]
- Ur-Ur-Ur-Enkel Albrecht Roser (* 1922; † 2011) war der bekannte Stuttgarter Puppenspieler.[38]
- Ur-Ur-Ur-Enkel Erwin von Kreibig (* 1904; † 1961) war Maler, Zeichner, Grafiker und Buchillustrator.[39]

#### Stamm Emilie Pistorius (Pi)

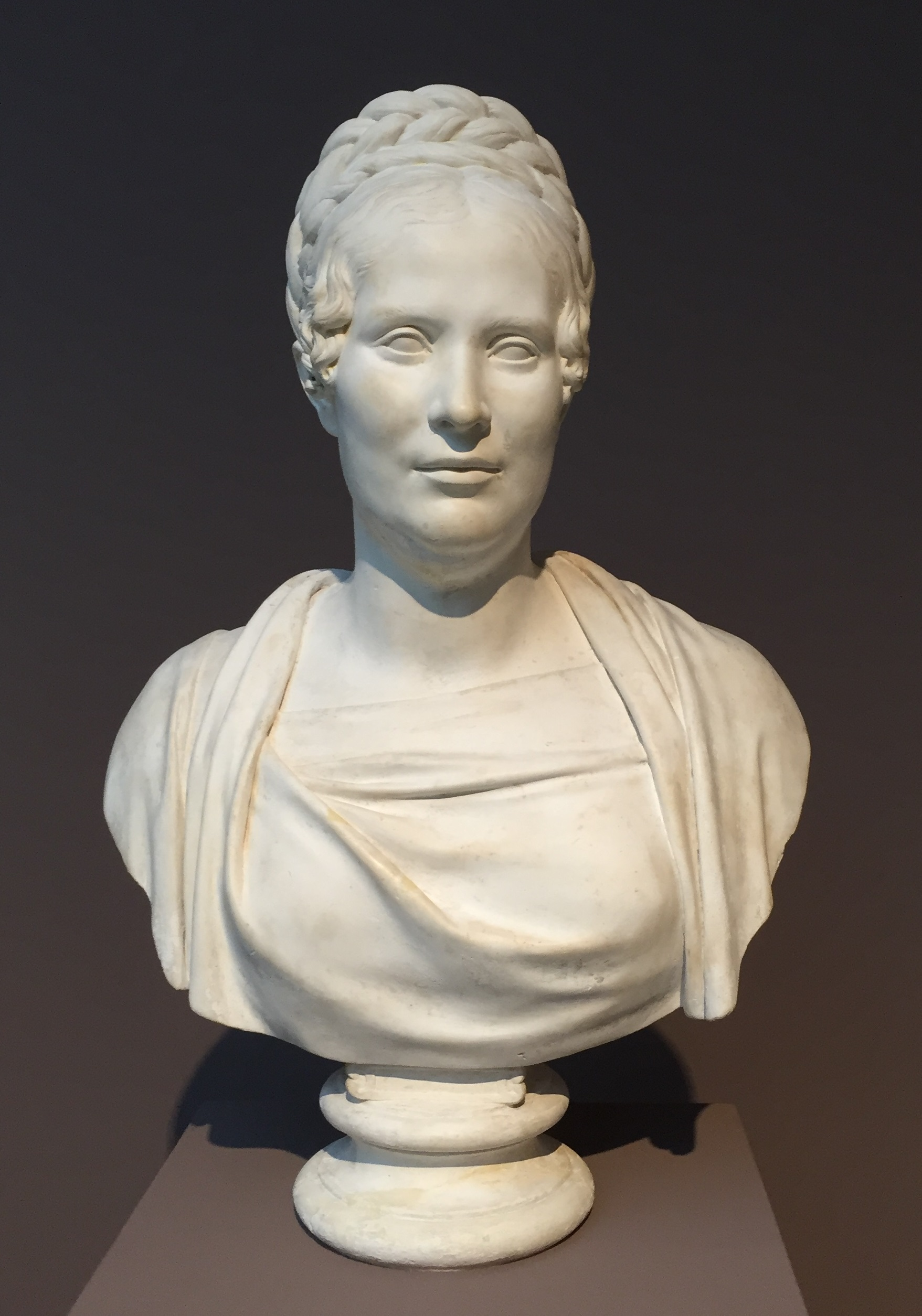
Emilie Pistorius, geborene Feuerlein, verwitwete Vischer, Porträtbüste aus Gips in der Staatsgalerie Stuttgart, nach einer Originalbüste im Landesmuseum Württemberg, 1816 posthum gefertigt von Johann Heinrich von Dannecker in Carrara-Marmor

Nach dem Tod von Johann Martin Vischer heiratete Emilie am 31. Oktober 1803 den Hofrat und Geheimen Legationsrat Ferdinand von Pistorius (* 1767; † 1841). Die neun Kinder aus dieser Ehe bildeten den Stamm Pistorius (Pi). Ein Mitglied dieses Stamms fiel am 2. Dezember 1870 in der Schlacht bei Champigny, vier sind im Ersten Weltkrieg und 16 im Zweiten Weltkrieg gefallen oder zu Tode gekommen. Im November 2006 zählte dieser Stamm 799 Nachfahren (1161 Familienmitglieder insgesamt).
 Hinweis auf bemerkenswerte Nachfahren im Stamm Emilie Pistorius (mit Angabe der Verwandtschaftsbeziehung zur Stammmutter Emilie Pistorius):
- Die Enkelin Charlotte Neeff (* 1840; † 1906) heiratete 1862 den Finanzrat Hermann von Wintterlin (* 1834; † 1903), ein Bruder des Bibliothekars und Schriftstellers August Wintterlin.[41][42]
- Die Enkelinnen Emilie (* 1843; † 1863) und Stephanie Pistorius (* 1845; † 1895) waren mit dem Juristen und Politiker Julius Benz (* 1831; † 1907) verheiratet.[43]
- Enkelin Hedwig Schott (* 1834; † 1921) heiratete 1856 den Politiker Heinrich von Abel (* 1825; † 1917).[44]
- Enkelin Elise Mann (* 1840; † 1918) heiratete 1870 den Theologen Carl von Berg (* 1837; † 1921).[45]
- Ur-Enkelin Bertha Neeff (* 1852; † 1925) war seit 1880 mit dem Theologen Friedrich von Braun (* 1850; † 1904) verheiratet.[46]
- Ur-Enkel Adolf Neeff (* 1871; † 1942) war ein bekannter Schriftsteller.[47]
- Ur-Enkelin Charlotte Abel (* 1864; † 1950) heiratete 1884 den Politiker Karl von Fleischhauer (* 1852; † 1921), württembergischer Innenminister.[48]
- Ur-Enkel Theodor Kober (* 1865; † 1930)[49] war Luftschiffkonstrukteur und erster Mitarbeiter von Ferdinand Graf von Zeppelin.
- Ur-Ur-Enkel Eduard Gerok (* 1897; † 1979) heiratete 1922 Gertrud Hieber (* 1898; † 1985), die Tochter des württembergischen Staatspräsidenten Johannes von Hieber (* 1862; † 1951).[50]
- Ur-Ur-Enkelin Ilse Essers geb. Kober (* 1898; † 1994)[51]  war Ingenieurin, die durch ihre Tätigkeit wichtige Grundlagen im Bereich der Luftfahrttechnik, Baukonstruktion und dem Maschinenbau beigetragen hatte.
- Ur-Ur-Enkel Gerhard Isenberg (* 1902; † 1982)[52] war Professor für Wirtschaftswissenschaften. Dessen Vater Carl Isenberg (1869; † 1937) war ein Halbbruder von Hermann Hesse (* 1877; † 1962).[53]
- Ur-Ur-Ur-Enkel Wolfgang Gerok (* 1926; † 2021),[50] emeritierter Professor für innere Medizin in Freiburg.

#### Stamm Charlotte Wergo (We)
Charlotte Feuerlein (* 1779; † 1818) heiratete am 19. November 1800 den Cannstatter Kaufmann und Fabrikanten Panagiot Wergo (* 1767; † 1843), deren fünf Kinder den Stamm Wergo (We) bildeten. Ein Mitglied dieses Stamms fiel im Ersten Weltkrieg.  Im November 2006 zählte dieser Stamm 59 Nachfahren (88 Familienmitglieder insgesamt).

#### Stamm Luise Conradi (Co)
Luise Feuerlein (* 1780; † 1861) heiratete am 19. November 1804 den Stuttgarter Kaufmann Leopold Conradi (* 1776; † 1839), deren zwölf Kinder den Stamm Conradi (Co) bildeten. Ein Mitglied dieses Stamms fiel am 2. Dezember 1870 in der Schlacht bei Champigny, sieben sind im Ersten Weltkrieg und 25 im Zweiten Weltkrieg gefallen oder zu Tode gekommen. Im November 2006 zählte dieser Stamm 1582 Nachfahren (2350 Familienmitglieder insgesamt).
 Hinweis auf bemerkenswerte Nachfahren im Stamm Luise Conradi (mit Angabe der Verwandtschaftsbeziehung zur Stammmutter Luise Conradi):
- Tochter Luise Conradi (* 1805; † 1890) heiratete ihren Cousin Emil Elben (* 1795; † 1873).[55]
- Tochter Auguste Conradi (* 1806; † 1858) heiratete 1829 den Kaufmann Georg Ludwig Hartmann (* 1797; † 1884), Sohn des Kommerzienrats Ludwig von Hartmann (* 1766; † 1852)[55]
- Tochter Theophanie Conradi (* 1811; † 1891) heiratete 1833 den Theologen und Historiker Carl Friedrich Haug (* 1795; † 1869).[56]
- Tochter Emilie Conradi (* 1812; † 1880) heiratete 1851 den Nagolder Apotheker Gottlieb Heinrich Zeller (* 1794; † 1864).[57]
- Sohn Arthur Conradi (* 1813; † 1868) war ein Stuttgarter Kaufmann und Großbürger.[57]
- Tochter Elise Conradi (* 1816; † 1871) heiratete 1839 den Historiker und Ökonomen Johannes Mährlen (* 1803; † 1871).[57]
- Tochter Charlotte Conradi (* 1817; † 1882) heiratete den Politiker Alfred Weber (* 1811; † 1885) in Gera.[58]
- Sohn Wilhelm Conradi (* 1820; † 1860) heiratete 1849 Malwina (* 1829; † 1905), eine Tochter des Professors Karl Georg von Wächter (* 1797; † 1880).[59]
- Enkelin Theophanie Haug (* 1835; † 1901) heiratete den Staatsminister Karl von Riecke (* 1830; † 1898).[60]
- Enkel Carl Friedrich Haug (* 1838; † 1908) war Regierungsbaumeister, Eisenbahnpionier und Unternehmer.[60]
- Enkelin Sophie Haug (* 1843; † 1937) heiratete den Juristen Oskar von Bülow (* 1837; † 1907).[61]
- Enkelin Auguste Mährlen (* 1842; † 1908) heiratete den Arzt Karl Stark (* 1836; † 1897).[62]
- Enkel Hermann Weber (* 1851; † 1938) war Kommerzienrat und Politiker in Gera.[63]
- Ur-Ur-Enkelin Klara Klemm (* 1890; † 1966) heiratete 1911 Walter Kallee (* 1881; † 1939), Kaufmann und Chef der Firma Walter Kallee & Cie. in Buenos Aires, Sohn des Feuerbacher Stadtpfarrers und Heimatforschers Richard Kallee (* 1854; † 1933).[64]
- Ur-Ur-Enkelin Ingrid Szeiklies-Weber (* 1932) ist Kunsthistorikerin in München.[65]
- Ur-Ur-Ur-Enkel Heinz Huber (* 1922; † 1968) war Fernsehredakteur beim SDR in leitender Funktion.[66]
- Ur-Ur-Ur-Enkel Claus Vorster (* 1931; † 2012) war Chirurg.[67]
- Ur-Ur-Ur-Enkelin Elisabeth Dreyer (* 1937) heiratete den Musikwissenschaftler, Biologen und Hochschullehrer Heinrich E. Weber (* 1932; † 2020).[68]
- Ur-Ur-Ur-Enkelin Cornelia Haus (* 1944) heiratete den Physiker Hans-Karl Moufang (* 1940), Sohn von Franz und Margret Moufang.[69]
- Ur-Ur-Ur-Ur-Enkelin Karen Tiffe (* 1953) heiratete den Opernsänger Martin Christian Vogel (* 1951).[70]
- Ur-Ur-Ur-Ur-Enkel David Moufang (* 1966), Klangkünstler und Komponist, Enkel von Franz Moufang sowie Ur-Ur-Enkel von Oskar und Sophie von Bülow.[69]
- Ur-Ur-Ur-Ur-Enkelin Natalia Wörner (* 1967) ist Schauspielerin.[71]
- Ur-Ur-Ur-Ur-Ur-Enkel Jacob Lee Seeliger (* 2006) ist Schauspieler.

#### Stamm Gustav Feuerlein (GF)
Gustav Feuerlein (* 1781; † 1848), der Zwillingsbruder von Willibald Feuerlein, war Pfarrer in Wolfschlugen, und heiratete 1812 Christiane geb. Duvernoy (* 1787; † 1846). Sie war eine Schwester des Politikers Gustav von Duvernoy (* 1802; † 1890). Die sechs Kinder aus der Ehe von Gustav und Christiane Feuerlein bildeten den Stamm Gustav Feuerlein (GF). Ein Mitglied dieses Stamms ist im Ersten Weltkrieg und zwei sind im Zweiten Weltkrieg gefallen oder zu Tode gekommen. Im November 2006 zählte dieser Stamm 193 Nachfahren (284 Familienmitglieder insgesamt).
 Hinweis auf bemerkenswerte Nachfahren von Gustav Feuerlein:
- Die älteste Tochter von Gustav Feuerlein, Auguste Feuerlein (* 1813; † 1857), heiratete 1833 Professor Theodor Eisenlohr (* 1805; † 1869).[72] Unter deren fünf Kindern befand sich der Architekt Ludwig Eisenlohr (* 1851; † 1931).[73] Dessen Sohn war Ludwig Eisenlohr junior (* 1894; † 1993).[73]
- Ludwig Eisenlohrs Tochter Margarete (* 1886; † 1979) heiratete 1908 den Architekten Oscar Pfennig (* 1880; † 1963).[73]
- Gustav Feuerleins Enkelin Eleonore Kapff (* 1842; † 1930) heiratete 1864 den Rechtsanwalt und Vereinsfunktionär Ernst Camerer (* 1836; † 1919).[74]
- Gustav Feuerleins Ur-Enkelin Sophie Eisenlohr (* 1884; † 1975) heiratete 1906 den Maler und Grafiker Alexander Eckener (* 1870; † 1944).[75]
- Der Lyriker und Jazzmusiker Jörn Pfennig (* 1944) ist ein Ur-Ur-Ur-Enkel von Gustav Feuerlein.[75]

#### Stamm Willibald Feuerlein (WF)

Willibald Feuerlein war von 1820 bis 1833 Oberbürgermeister von Stuttgart

Der Jurist und Politiker Willibald Feuerlein (* 1781; † 1850), Zwillingsbruder von Gustav Feuerlein, heiratete am 10. Februar 1810 Henriette geb. Schott (* 1792; † 1846), deren sieben Kinder den Stamm Willibald Feuerlein (WF) bildeten. Fünf Mitglieder dieses Stamms sind im Zweiten Weltkrieg gefallen oder zu Tode gekommen.  Im November 2006 zählte dieser Stamm 197 Nachfahren (298 Familienmitglieder insgesamt).
 Hinweis auf bemerkenswerte Nachfahren im Stamm Willibald Feuerlein (mit Angabe der Verwandtschaftsbeziehung zum Stammvater Willibald Feuerlein):
- Tochter Marie (* 1812; † 1897) war seit 1839 verheiratet mit dem Altphilologen und Archäologen Ernst Christian von Walz (* 1802; † 1857).[76]
- Tochter Auguste (* 1815; † 1896) war seit 1838 verheiratet mit dem Juristen Ludwig August von Autenrieth (* 1802; † 1872).[77]
- Enkel Otto Feuerlein (* 1863; † 1930) war ein Pionier der Glühlampen-Forschung.[78]
- Ur-Enkelin Gertrud Feuerlein (* 1891; † 1967) heiratete den Ingenieur Hermann Funke (* 1884; † 1970),[78] deren jüngere Schwester Herta Feuerlein (* 1895; † 1982) den Nationalökonom Richard Meine (* 1890; † 1984).[79]
- Ur-Enkel Walter Feuerlein (* 1903; † 1974) war ein Agrarwissenschaftler und Präsident der Welt-Pflüger-Organisation (WPO).[80]

#### Stamm Friederike Jäger (Jä)
Friederike Feuerlein (* 1784; † 1861) heiratete am 14. Februar 1809 den Rechnungs- und Finanzrat Heinrich Jäger (* 1779; † 1823). Die sechs Kinder aus dieser Ehe bildeten den Stamm Jäger (Jä). Ein Mitglied dieses Stamms ist im Ersten Weltkrieg und vier sind im Zweiten Weltkrieg gefallen oder zu Tode gekommen. Im November 2006 zählte dieser Stamm 260 Nachfahren (401 Familienmitglieder insgesamt).
 Hinweis auf bemerkenswerte Nachfahren im Stamm Friederike Jäger (mit Angabe der Verwandtschaftsbeziehung zur Stammmutter Friederike Jäger):
- Enkelin Marie Jäger (* 1847; † 1941) heiratete 1872 Guido Hauck (* 1845; † 1905), Professor für Mathematik.[82]

#### Stamm Friederike Hoffmann (FHo)
Nach dem Tod von Heinrich Jäger heiratete Friederike am 27. Juni 1826 den Pfarrer Friedrich August Hoffmann (* 1778; † 1851) aus Betzingen. Der Sohn aus dieser Ehe begründete den Stammes Friederike Hoffmann (FHo). Ein Mitglied dieses Stamms ist im Ersten Weltkrieg und fünf sind im Zweiten Weltkrieg gefallen oder zu Tode gekommen. Im November 2006 zählte dieser Stamm 105 Nachfahren (169 Familienmitglieder insgesamt).
 Hinweis auf bemerkenswerte Nachfahren von Friederike Hoffmann:
- Ur-Enkel Karl Hähnle (* 1888; † 1918) war Pädagoge und Archäologe und fiel 1918 in Frankreich.[83]

#### Stamm Adelgunde Hoffmann (AHo)
Bevor der Pfarrer Friedrich August Hoffmann seine Schwägerin Friederike geheiratet hatte, war er von 1812 bis 1821 mit deren jüngerer Schwester Adelgunde Feuerlein (* 1792; † 1821), dem zwölften Kind von Carl Feuerlein verheiratet. Mit dieser hatte er drei Kinder, ehe Adelgunde starb. Diese drei Kinder bildeten den Stamm Adelgunde Hoffmann (AHo). Zwei Mitglieder dieses Stamms sind im Zweiten Weltkrieg gefallen oder zu Tode gekommen. Im November 2006 zählte dieser Stamm 32 Nachfahren (47 Familienmitglieder insgesamt).
 Hinweis auf bemerkenswerte Nachfahren im Stamm Adelgunde Hoffmann (mit Angabe der Verwandtschaftsbeziehung zur Stammmutter Adelgunde Hoffmann):
- Tochter Adelgunde (* 1816; † 1877) heiratete 1840 den Theologen und Heimatforscher Max Eifert (* 1808; † 1888).[84]
- Ur-Enkel Arthur Eifert (* 1879; † 1947) war evangelischer Pfarrer und von 1937 bis 1942 Dekan des Kirchenbezirks Vaihingen an der Enz der Evangelischen Landeskirche in Württemberg.[85][86][87][88]
- Ur-Ur-Ur-Enkel Martin Eifert (* 1965) ist seit dem 20. Februar 2023 Richter des Ersten Senats beim Bundesverfassungsgericht.[89]

## Wappenbrief

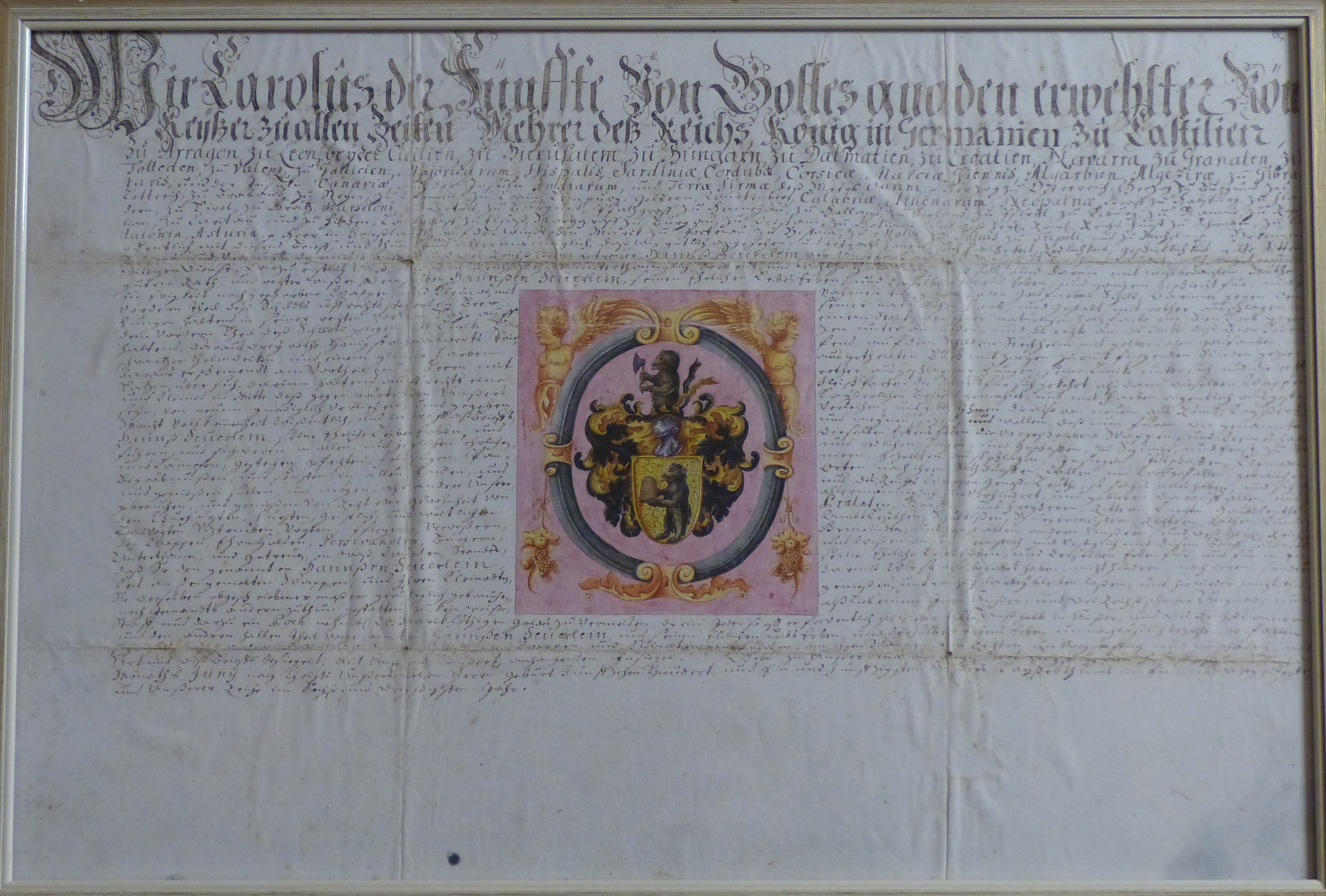
Wappenbrief, ausgestellt am 15. Juni 1551 im Namen von Kaiser Karl V. für Hans Feyerlein, Bürgermeister von Roth

Das Wappen des württembergischen Feuerleinverbandes geht auf den am 15. Juni 1551 im Namen von Kaiser Karl V. ausgegebenen Wappenbrief für Hans Feyerlein, Bürgermeister in der Stadt Roth bei Nürnberg, zurück.
Die Wiedergabe des maßgeblichen Textausschnitts erfolgt in der ursprünglichen Rechtschreibung: „Wir Carolus der Fünfte, von Gottes gnaden erwählter Römischer Keyser zu allen Zeiten Mehrer des Reiches, König in Germanien, zu Castilien, zu Arragon, zu Leon ... Hans Feyerlein erteilet für die getrewen Willigen Dienst, darzu er sich Unss unnd dem Reiche zu tun unterthäniglich erbaut unnd wol zu thun mag unnd sol. Wir mainen setzen und wollen, daß nun füran der genennte Hanns Feyerlein, seine Eheliche Leibeserben und derselben Erbenserben die vorgeschriebene Wappen und Cleinot haben, führen und sich deren in allen und jeglichen ehrlichen und redlichen Sachen und geschefften zu Schimpff und Ernst, zu Streyten und Kempffen, Insiegeln, Pettschafften, Cleinoten und sonsten in allen Enden und Orten nach Iren Notturfften, willen und wolgefallen gebrauchen und genießen sollen.“

## Gedenkstätten
Im Kurpark von Bad Liebenzell erinnert der 1800 errichtete Feuerleinstein an den württembergischen Regierungsrat Carl Friedrich Feuerlein.
Zu Ehren von Vertretern der Familie Feuerlein sind zudem in folgenden Städten und Gemeinden Straßen benannt:
- In Nürnberg die Feuerleinstraße zu Ehren des Superintendenten Johann Konrad Feuerlein
- In Stuttgart seit 1925 die Feuerleinstraße zu Ehren von Oberbürgermeister Willibald Feuerlein[91]
- In Hohen Neuendorf bei Berlin in der Osramsiedlung seit 1935 die Feuerleinstraße zu Ehren von Otto Feuerlein
- In Wolfschlugen seit 1951 die Feuerleinstraße zu Ehren von Gustav Feuerlein

## Stammlisten

### Ältere Stammliste der Familie Feyerle aus Roth
1. „Item“ Feyerle (Salbuch Nürnberg 1385), Bauer und Gastwirt in Roth
  1. Ullein Feyerle, Bauer in Neuses, Gerichtsaussage 1413
    1. Hermann Feyerle, Bauer in Schaftnach, verheiratet mit May Maien aus Büchenbach
      1. Ullein Feyerle, Bauer in Schaftnach, Gerichtseintragung 1474, verheiratet mit Kathrein
        1. Hans († 1530), Wagner und Ratsherr in Roth, verheiratet mit Margarete Hirnloß
          1. Hans der Ältere († 12. Sep. 1562 in Roth, Opfer der Pest), Wagner in Roth, dreimal Gotteshausmeister, dreimal Bürgermeister, 15. Juni 1551 Wappenbrief im Namen des Kaisers Karl V., verheiratet mit Margaretha, weiter siehe die jüngere Stammliste der Linie aus Roth
          2. Hans der Krämer, Krämer in Roth, verheiratet mit Katharina
          3. Johann Feyerle (* 1495; † 9. Okt. 1556 in Ansbach), Pfarrer in Roth, führte die Reformation in Roth ein, verheiratet mit Margaretha, weiter siehe die Stammliste der Linie in Nürnberg
          4. Jakob Feyerle, Pfarrer, gestorben in Windsbach
          5. Hans der Jüngere, Wagner in Roth
          6. Paul Feyerle, Bierbrauer in Roth verheiratet mit Margaretha

        2. Linhard Feyerle, Bauer in Schaftnach und Tennenlohe laut Türkensteuer-Register

      2. Hans Feyerle, Schneider aus Schaftnach, gestorben in Kornburg
        1. Hans Feyerle, Förster aus Kornburg, gestorben in Leerstetten

    2. Hans Feyerle, gestorben in Wendelstein

  2. Hermann Feyerle, Bauer in Rednitzhembach, verheiratet mit Elspeth Meier aus Plöckendorf
  3. Haintz Feyerle († 1444), Bauer in Pfaffenhofen, verheiratet mit Christein verwitwete Peringer

### Jüngere Stammliste der Familie Feuerlein aus Roth in Ramsberg und Weißenburg
1. Hans der Ältere († 1562, Opfer der Pest), Wagner in Roth, dreimal Gotteshausmeister, dreimal Bürgermeister, 15. Juni 1551 Wappenbrief im Namen des Kaisers Karl V., entstammte der älteren Linie Feuerlein aus Roth, verheiratet mit Margaretha
  1. Konrad Feyerlein[92] († 1594 in Ramsberg), Wagner in Roth und Weißenburg am Sand, verheiratet mit Ursula Seubold
    1. Johann (Hans) Feyerlein (* 1570; † 29. September 1634), Schreiner in Weißenburg am Sand, seit 1596 verheiratet mit Agathe Dürsch (* 13. August 1575; † 29. Oktober 1634)
      1. Johann Feyerlein (* 1597; † 1684), Pfarrer in Emetzheim und Holzingen, verheiratet mit Dorothea Meier
        1. Theophilus Feuerlein (* 6. Februar 1636; † 20. Februar 1687), Pfarrer in Dornhausen, verheiratet mit Veronika Schnitzlein (* 1646; † 1723), Stammeltern der Familie Feuerlein in Württemberg (siehe Stammliste unten)
        2. Johann Feuerlein (* um 1640; † 22. Januar 1722), Stadtschreiber in Langenzenn, Richter in Kornburg, Vater von sieben Kindern, darunter
          1. Johann Abraham Feuerlein (* 1687 in Kornburg; † 13. September 1746 in Alfershausen), 1738–1746 Pfarrer in Alfershausen

        3. Johann Caspar Feuerlein (* 5. August 1644 in Weißenburg am Sand; † 7. Januar 1728), seit 1684 Pfarrer in Emetzheim, verheiratet mit Maria Katharina Hiller, mehrere Kinder, darunter
          1. Johann Georg Christof Feuerlein (* 1676; † 1748), seit 1731 Dekan in Weißenburg, Vater von acht Kindern

        4. Maternus Feuerlein (* 1650), Fähnrich unter General Harrach
        5. Rudolf Feuerlein (* 1652), Kastenmesser (Beamter zur Abmessung des Getreidezehnten) in Crailsheim

      2. Konrad Feyerlein (* 4. Juli 1598)
      3. Joachim Feyerlein (* 17. September 1599; † 8. April 1671), Schreiner in Weißenburg, Vater von 18 Kinder, darunter
        1. Johann Christoph Feuerlein (* 1638), seit 1669 Diakon in Weißenburg

    2. Georg Feyerlein, Gastwirt in Windsheim

  2. Johann Feyerlein (* 1526; † 1582), Pfarrer in Roth
  3. Michael Feyerlein, Rothgerber in Weißenburg

### Stammliste der Familie Feuerlein in Nürnberg
1. Johann Feyerlein (* 1495; † 9. Okt. 1556 in Ansbach), Pfarrer in Roth, entstammte der älteren Linie Feuerlein aus Roth, verheiratet mit Margaretha
  1. Theophilus Feyerlein (* 1540 in Roth)
  2. Anna (* 22. Okt. 1550 in Kitzingen), verheiratet mit Balthasar Breutz aus Ochsenfurt
  3. Felix Feyerlein (* 1551 in Kitzingen; † nach 1600), Lateinlehrer, heiratete am 25. Jan. 1582 Martha Wiedermann
  4. Jobst Feyerlein (* 29. Juni 1552 in Kitzingen), Bauer
  5. Hans Feyerlein, Gerichtsbeisitzer, verheiratet mit Eva Eppelein aus Wemding, gestorben in Ebermergen
    1. Hans Feyerlein (* 1596 in Ebermergen; † 2. Nov. 1633 in Nürnberg), Rat und Weißbierbrauer, verheiratet mit Ursula Müller aus Nürnberg
      1. Maria (* 13. April 1618 in Schwabach)
      2. Katharina (* 24. Nov. 1619 in Schwabach)
      3. Anna Maria (* 2. Sep. 1624 in Schwabach)
      4. Conrad Feuerlein (* 28. November 1629 in Schwabach; † 28. Mai 1704 in Nürnberg), lutherischer Theologe, war zweimal verheiratet, I) 1655 Clara geb. Stirn; II) 1689 Susanne Maria geb. Weißbach verw. Barth
        1. Johann Konrad Feuerlein (* 5. Januar 1656 in Eschenau; † 3. März 1718 in Nördlingen), lutherischer Theologe und Superintendent in Nördlingen
          1. Jakob Wilhelm Feuerlein (* 13. Märzjul. / 23. März 1689greg. in Nürnberg; † 10. März/Mai 1766 in Göttingen), Professor der lutherischen Theologie
          2. Georg Christoph Feuerlein (* 29. Dezember 1694 in Nürnberg; † 25. Mai 1756 in Ansbach), Mediziner

        2. Ferdinand Feuerlein (* 1. Januar 1659; † 29. Mai 1710), Marktvorsteher in Nürnberg
          1. Paul Ferdinand Feuerlein (* 7. Sep. 1707 in Nürnberg; † 11. April 1750)

        3. Johann Ludwig Feuerlein (* 1. Oktober 1660; † 17. August 1695), Kaufmann in Nürnberg
        4. Friedrich Feuerlein (* 10. Januar 1664 in Nürnberg; † 14. Dezember 1716 ebenda), lutherischer Theologe
          1. Conrad Friedrich Feuerlein (* 15. Juli 1694 in Nürnberg; † 22. August 1742 ebenda), lutherischer Theologe
            1. Christoph Friedrich Feuerlein (* 30. Dez. 1722), Soldat
            2. Johann Conrad Feuerlein (* 2. Aug. 1725 in Wöhrd bei Nürnberg; † 28. Januar 1788)
              1. Paul Jakob Feuerlein (* 5. Juni 1752; † 11. März 1811), Prokanzler der Universität Altdorf, mit Diplom von 1790 von Kurfürst Carl Theodor in den Reichsritterstand erhoben mit dem Prädikat Edler von Feuerlein auf und zu Neuenstadt. Mit ihm ist die Theologen- und Gelehrtendynastie Feuerlein in Nürnberg im Mannesstamm erloschen.[93]

        5. Johann Jakob Feuerlein (9. Mai 1670 in Nürnberg; † 30. Mai 1716 ebenda), lutherischer Theologe

      5. Ursula

  6. Johann Feyerlein, Pfarrer, zweimal verheiratet, I) Katharina, II) Margaretha

### Stammliste der Familie Feuerlein in Württemberg

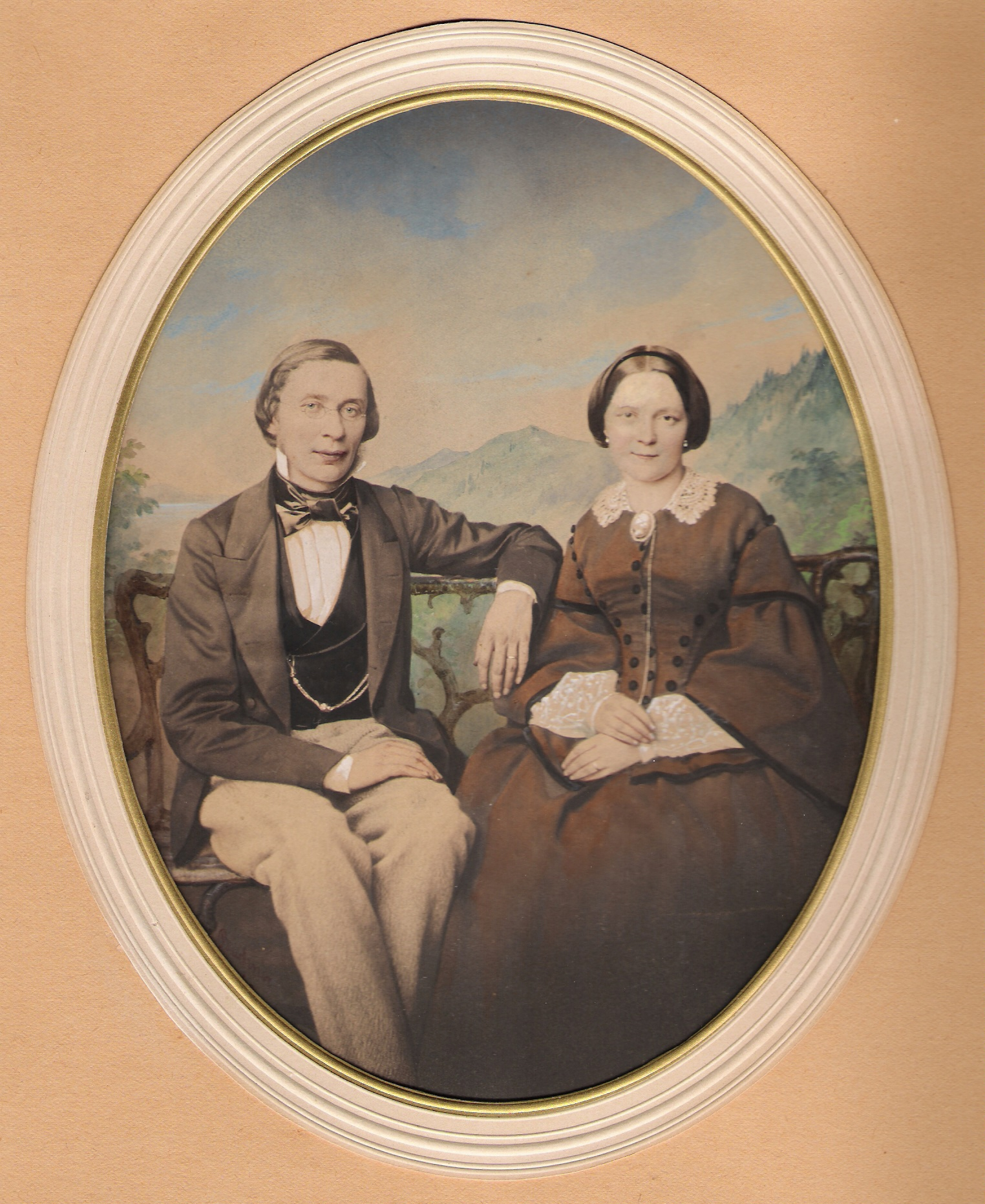
Der von Stuttgart nach Zürich gezogene Kaufmann Otto Feuerlein (1822–1875) und seine Frau Mathilde Feuerlein geb. Ströbel, Tochter des Oberkriegsrats August Ludwig Friedrich von Ströbel und der Christiane Friederike Elisabeth geb. Moser, die eine direkte Nachfahrin des württembergischen Reformators Johannes Brenz war. Gemälde von Carl Buchner um 1860

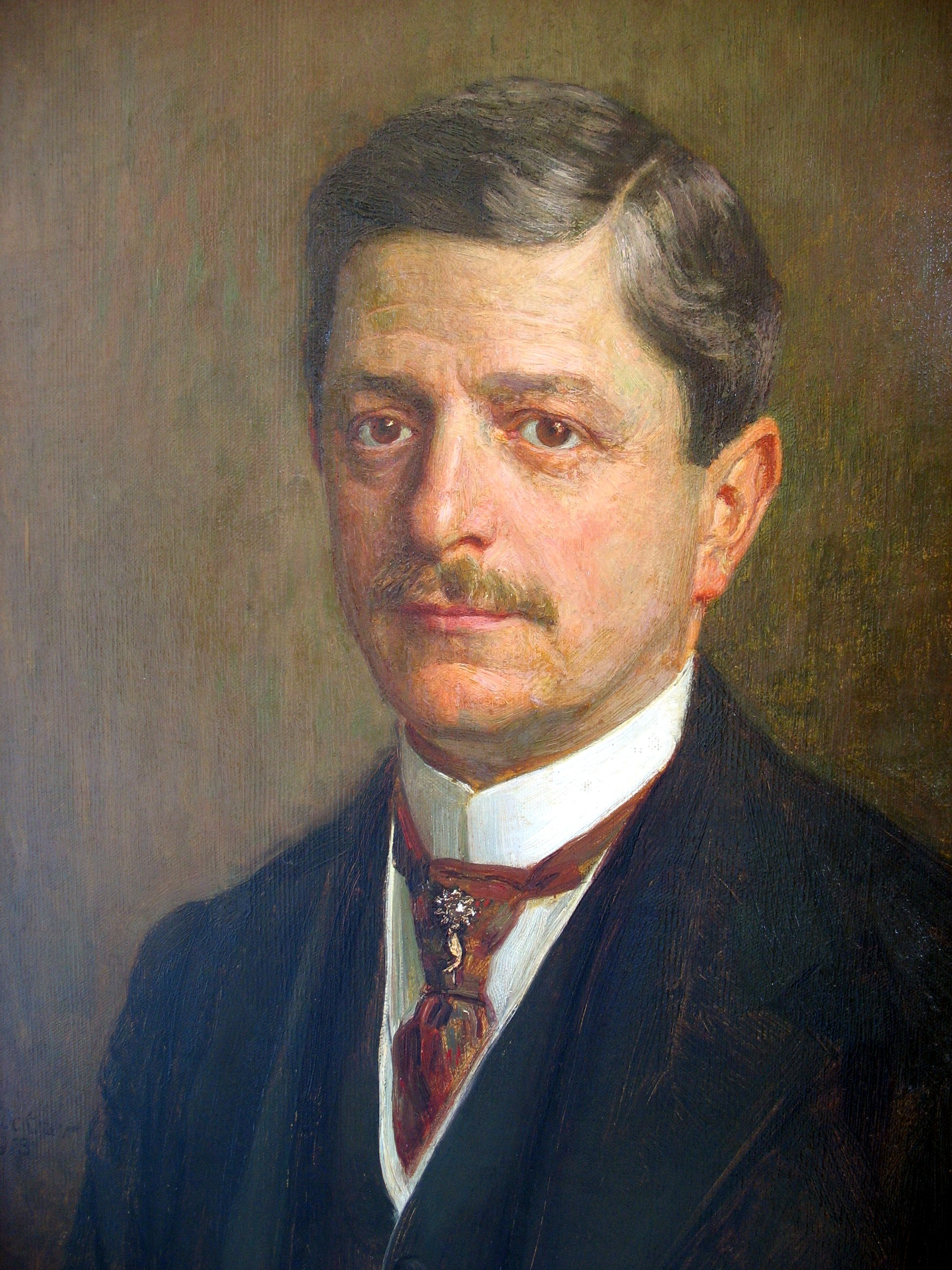
Der Physiker und Erfinder Otto Feuerlein war Ritter der französischen Ehrenlegion, Ölgemälde aus dem Jahr 1913

1. Theophilus Feuerlein (* 6. Februar 1636 in Weißenburg am Sand; † 20. Februar 1687 in Dornhausen bei Ansbach), Pfarrer in Dornhausen, entstammte der jüngeren Linie Feuerlein aus Roth, verheiratet mit Veronika Schnitzlein (* 1646; † 1723), fünf Söhne und fünf Töchter
  1. Willibrod Feuerlein (* 1. September 1667; † 25. September 1730), Pfarrer in Trommetsheim, Stammvater der späteren Feuerlein in Roth
    1. Johann Friedrich Feuerlein (* 25. Oktober 1700; † 21. Dezember 1766 in Trommetsheim), seit 1730 Pfarrer in Trommetsheim
    2. Johann Wilhelm Feuerlein (* 27. August 1702; † 17. Juli 1786 in Thalmässing), Pfarrer auf der Wülzburg, seit 1746 Pfarrer in Thalmässing
    3. Johann Christian Feuerlein (* 19. April 1705; † 9. Mai 1799), Herzoglich Württembergischer Regierungssekretär, auch Registrator für Mömpelgard und Archivar in Stuttgart, verheiratet mit Hedwig geb. Perdrix aus Mömpelgard
      1. Auguste Sophie Friederike (* 5. Dezember 1738; † 22. Juli 1809 in Stuttgart)
      2. Eberhardine Caroline Margarethe Friederike (* 26. Januar 1742 in Stuttgart; † 24. Oktober 1770)
      3. Rudolf Ferdinand von Feuerlein (* 6. August 1744; † 3. Juni 1821), Königlich Württembergischer Oberfinanzrat, Ritter des Zivilverdienstordens, blieb unverheiratet und verfügte in seinem Testament vom 27. November 1815 die Errichtung der Familienstiftung Feuerlein
      4. Georg Friedrich Wilhelm (* 2. November 1745; † 13. Dezember 1775), Theologe, Bibliothekar in Frankfurt am Main

  2. Walfried Feuerlein (* 24. November 1669; † 9. Dezember 1756), Pharmazeut und Hofapotheker in Pappenheim, Vater von acht Kindern, darunter
    1. Wilhelm Stefan Feuerlein (* 10. Juli 1712 in Pappenheim), Hofapotheker in Pappenheim, verheiratet mit Johanna Wilhelmine Hollfelder
      1. Johann Walfried Feuerlein (* 10. August 1752; 30. April 1831), promovierter Arzt (Dr. med.), königlich-württembergischer Rat, Stadt- und Oberamtsarzt in Crailsheim, Vater von drei Kindern

  3. Wilhelm Feuerlein (* 29. Juli 1676; † 25. Februar 1731)
  4. Wunibald Feuerlein, Assessor des inneren Rats und Steueramts in Weißenburg
  5. Willibald Feuerlein (* 15. Dezember 1686; † 19. August 1777),[94][95] Herzoglich Württembergischer Regierungsrat in Mömpelgard und Stuttgart, verheiratet mit Rosine (Dorothea Eufrosina) Georgii (* 25. Oktober 1701; † 11. November 1788), Tochter des Hofrats und Vogts Jacob Simon Georgii in Ansbach
    1. Eberhardine Friederica Magdalene Juliane (* 25. November 1726 in Mömpelgard), verheiratet seit 18. Januar 1846 mit Johann Friedrich von Leysser, Regierungsrat
    2. Carl Friedrich Feuerlein (* 6. März 1730 in Mömpelgard; † 15. März 1808 in Stuttgart), Herzoglich Württembergischer Regierungsrat, seit 26. August 1766 verheiratet mit Auguste geb. Fischer, Schwester des Architekten und württembergischen Oberbaudirektors Reinhard Ferdinand Heinrich Fischer
      1. Luise Auguste Sophie Magdalene (* 19. August 1768 in Stuttgart; † 26. Oktober 1805), verheiratet mit dem Oberamtmann Ernst Heller (* 1758; † 1818), fünf Kinder
      2. Carl Willibald Feuerlein (* 1. September 1770 in Stuttgart; † 21. August 1808)
      3. Sophie Caroline August Magdalene (* 25. Mai 1772 in Stuttgart; † 10. Mai 1847 in Stuttgart), verheiratet mit Christian Gottfried Elben (* 1745; † 1829), zehn Kinder
      4. Carl Emil Caspar Willibald Feuerlein (* 9. August 1774 in Stuttgart; † 13. Juni 1775 in Stuttgart)
      5. Friederike Auguste Emilie (* 6. Mai 1776 in Stuttgart; † 15. Juli 1818 in Stuttgart), verheiratet mit dem Kaufmann Johann Martin Vischer (* 1751; † 1801), drei Kinder, in zweiter Ehe verheiratet mit Ferdinand von Pistorius (* 1767; † 1841), neun Kinder
      6. Henriette Auguste Charlotte (* 3. Mai 1779 in Stuttgart; † 7. Februar 1818 in Stuttgart), verheiratet mit Panagiot Wergo (* 1767; † 1843), fünf Kinder
      7. Wilhelmine Auguste Luise (* 26. Mai 1780 in Stuttgart; † 6. Juni 1861 in Stuttgart), verheiratet mit Leopold Conradi (* 1776; † 1839), zwölf Kinder
      8. Fürchtegott Gustav Willibald Feuerlein (* 24. Juni 1781 in Stuttgart; † 2. Juli 1848 in Wolfschlugen), Pfarrer in Wolfschlugen, heiratete 1812 Christiane Duvernoy (* 1787; † 1846)
        1. Auguste (* 24. März 1813 in Wolfschlugen; † 24. Februar 1857 in Nürtingen), verheiratet seit 1833 mit Theodor Eisenlohr, fünf Kinder
        2. Ferdinand Feuerlein (* 10. Juli 1814 in Wolfschlugen; † 12. März 1838 in Wolfschlugen), Theologiestudent, blieb ledig
        3. Gustav Feuerlein (* 17. März 1817 in Wolfschlugen; † 26. Juli 1871 in Aalen), Rechtskonsulent
        4. Emil Feuerlein (* 20. März 1818 in Wolfschlugen; † 17. Dezember 1883 in Weilheim), Pfarrer in Herrenberg, Weil in Oberbayern und Weilheim bei Tübingen, verheiratet, kinderlos
        5. Luise (* 11. März 1820 in Wolfschlugen; † 5. Januar 1874 in Esslingen), verheiratet mit dem Oberamtsarzt Paul Kapff, sechs Kinder
        6. Wilhelm Feuerlein (* 3. November 1822 in Wolfschlugen; † 3. November 1854 in Nürtingen), Kaufmann

      9. Ehregott August Willibald Feuerlein (* 24. Juni 1781 in Stuttgart; † 29. September 1850 in Stuttgart), Jurist und Politiker, erster Oberbürgermeister von Stuttgart, seit 1810 verheiratet mit Henriette Schott (* 1792; † 1846)
        1. Marie (* 26. Juni 1812 in Stuttgart; † 14. Juli 1897 in Tübingen), seit 1839 verheiratet mit Ernst Christian von Walz (* 1802; † 1857), vier Kinder
        2. Carl Feuerlein (* 31. Juli 1813 in Stuttgart; † 15. Februar 1889), Oberamtsrichter in Besigheim, Landgerichtsrat in Tübingen, seit 1858 verheiratet mit Pauline Bollinger (* 1837; † 1904), vier Töchter und drei Söhne
          1. Arthur Feuerlein (* 12. Oktober 1864 in Besigheim; † 23. März 1951), Apotheker in Geislingen an der Steige, seit 1902 verheiratet mit Elsa Rathgeb (* 1877; † 1955)
            1. Erhard Feuerlein (* 18. November 1903 in Mühlheim an der Donau; † 30. September 1998 in Burg auf Fehmarn), verheiratet mit Irma, Tochter des Hofbesitzers Theodor Rahlff (* 1874; † 1958) in Sartjendorf auf der Insel Fehmarn, drei Kinder
            2. Elisabeth Feuerlein (* Januar 1905 in Mühlheim an der Donau; † 19. Juni 2000 in Leinfelden), verheiratet mit Heinrich Dipper, vier Kinder

          2. Paul Feuerlein (* 19. Februar 1867; † 1947), Kaufmann, Bankdirektor in Chicago
          3. Rudolf Feuerlein (* 7. Dezember 1869; † 1897)

        3. Auguste (* 25. Februar 1815 in Stuttgart; † 31. Mai 1896 in Tübingen), seit 1838 verheiratet mit Ludwig August von Autenrieth (* 1802; † 1872)
        4. Julius Feuerlein (* 30. August 1818 in Tübingen; † 30. Juli 1836 in Stuttgart)
        5. Paul Feuerlein (* 23. Juni 1820 in Tübingen; † 1. März 1850 in Friedrichstal), Architekt
        6. Otto Feuerlein (* 16. April 1822 in Stuttgart; † 11. Juni 1875 in Zürich), Kaufmann in Zürich, verheiratet seit 1848 in erster Ehe mit Mathilde Feuerlein geb. Ströbel (* 1824; † 1866), seit 1868 in zweiter Ehe mit Emilie Eisenlohr (* 1837; † 1912)
          1. Anna (* 9. April 1849 in Stuttgart; † 17. Januar 1894 Le Havre), verheiratet seit 1868 mit dem August Wiener (* 1838; † 1906), Kaufmann in London und Le Havre, sechs Kinder
          2. Fanny Feuerlein (* 28. März 1852; † 19. Juli 1920), verheiratet seit 1876 mit August Lumpp (* 1846; † 1901), Kaufmann in Zürich; die sechs Kinder dieser Ehe trugen mit Regierungsgenehmigung den Namen Feuerlein (siehe Stammliste der Schweizer Familie Feuerlein unten)
          3. Carl Feuerlein (* 8. Juni 1855 in Stuttgart; † 13. November 1918 in Utrecht), promovierter Chemiker, zweimal verheiratet, beide Ehen blieben kinderlos
          4. Clara Feuerlein (* 14. November 1857 in St. Gallen; † 7. Januar 1940 in Stuttgart), ledige Privatiere
          5. Otto Feuerlein (* 11. Dezember 1863 in St. Gallen; † 19. Mai 1930 in Berlin), Physiker und Pionier der Glühlampen-Forschung, verheiratet seit 1888 mit Sophie Feuerlein geb. Kuhn (* 1866; † 1947) 
            1. Gertrud (* 1891; † 1967), verheiratet seit 1916 mit Hermann Funke (* 1884; † 1970), promovierter Ingenieur, zuletzt Professor an der TU Berlin, zwei Söhne
            2. Herta (* 1895; † 1982), verheiratet seit 1922 mit Richard Meine (* 1890; † 1984), promovierter Politologe, Nationalökonom, Direktor und Generalbevollmächtigter bei Siemens, drei Kinder

          6. Ludwig Feuerlein (* 26. April 1870 in Zürich; † 20. Februar 1946 in Oberstdorf), Musiker, Professor, Familienverbandsvorsitzender, verheiratet seit 1897 mit Johanna Feuerlein geb. Emecke (* 1869; † 1938), fünf Kinder, darunter die Söhne
            1. Walter Feuerlein (* 1903; † 1974), verheiratet, vier Kinder
            2. Hans Feuerlein (* 1909; † 1935), blieb ledig

          7. Walter Feuerlein (* 14. November 1873 in Zürich; † 27. Januar 1899 in Spanien), Kaufmann, blieb ledig

        7. Sophie (* 3. Mai 1825 in Stuttgart; † 25. September 1871 in Wien), verheiratet seit 1846 mit dem Kaufmann Wilhelm Köbel (* 1818; † 1893), ein Sohn

      10. Juliane August Friederike (* 5. Juni 1784 in Stuttgart; † 30. Januar 1861 in Kirchheim u. Teck), verheiratet mit Heinrich Jäger (* 1779; † 1823), sechs Kinder, verheiratet in zweiter Ehe mit August Hoffmann (* 1778; † 1851), ein Sohn
      11. Eleonore Ernestine Auguste Wilhelmine (* 24. August 1790 in Stuttgart; † 1870)
      12. Auguste Adelgunde Christiane (* 13. März 1792 in Stuttgart; † 19. Mai 1821), verheiratet mit August Hoffmann (* 1778; † 1851), drei Kinder

    3. Johann Christian Leopold Feuerlein (* 1. Mai 1732), 1761 Untervogt in Bad Liebenzell, 1764 bis 1770 Geheimer Kabinettssekretär in Stuttgart, 1777 Leutnant und Regimentsquartiermeister im Dragoner-Regiment von General Friedrich Wilhelm von Roeder, verheiratet seit 15. April 1760 mit der Pfarrerstochter Johanna Louisa Huber aus Lienzingen, geschieden 1770
    4. Johanna Justina Christiana, verheiratet mit Friedrich Immanuel Hoffmann, Amtskammerrat

### Stammliste der Familie von Fanny Feuerlein in der Schweiz
1. Fanny Feuerlein (* 28. März 1852; † 19. Juli 1920), entstammte dem Zweig der Familie Feuerlein in Württemberg, verheiratet seit 1876 mit August Lumpp (* 1846; † 1901), sechs Kinder, darunter:
  1. Wilhelm Feuerlein (* 1880; † 1917), Landwirt und Polizeichef
  2. Otto Feuerlein (* 1882; † 1927), Kaufmann in Zürich, seit 1908 verheiratet mit Elizabeth Dickes
    1. Otto Feuerlein (* 1909; † 1977), Landwirt und Justizvollzugsverwalter, verheiratet seit 1937 mit Martha Brütsch, eine Tochter und vier Söhne
    2. Willy J. Feuerlein (* 1911; † 2000), seit 1965 Professor für Volkswirtschaftslehre an der FAU, verheiratet seit 1942 mit Margaret Elizabeth Gammons, eine Tochter